# Mathilde Girault
Mathilde Girault, née le 9 septembre 1883 à Alençon et morte le 16 mars 1974 à Levallois-Perret, est une militante de l'action sociale, dans la mouvance du christianisme social. Elle participe à la création et au développement de l'association Résidence sociale et est l'infirmière en chef du dispensaire antituberculeux.

## Biographie
Mathilde Girault naît à Alençon le 9 septembre 1883 dans une famille bourgeoise, chrétienne janséniste. Elle est la fille aînée de sept enfants. Son père est receveur des postes à Bolbec, son grand-père paternel, professeur à la faculté des sciences de Caen sous le second Empire, et son grand-père maternel, notaire en Normandie. 
Ses parents lui prodiguent une éducation très surveillée. Elle obtient son brevet élémentaire en 1899.

### La Maison sociale de Mercédès Le Fer de la Motte
A 22 ans, en 1905, elle manifeste son désir d’entrer dans un couvent. Ses parents l'en dissuadent mais acceptent, sans enthousiasme, qu'elle s'engage dans les Maisons sociales de Mercédès le Fer de la Motte. Cette religieuse a laïcisé, en 1903, sa communauté religieuse et fondé l’association dite La Maison sociale. Des Maisons sociales sont ouvertes dans des quartiers déshérités de Paris et de sa banlieue, dans lesquelles habitent des «résidentes » qui se mêlent à la population locale et accueillent les enfants. Le but est d'améliorer la vie des personnes défavorisées qui vivent dans ces quartier, en créant des liens de solidarité et un rapport social fait de respect et reconnaissance mutuelle, plutôt que par la charité traditionnelle, souvent dévalorisante pour l'assisté. 
Mathilde Girault devient « résidente » bénévole en février 1906, dotée par ses parents d’une petite pension. Elle débute à la Maison sociale de Ménilmontant puis rejoint celles de Montmartre et de Montrouge. Mais, dès la fin de l’année 1906, elle doit affronter l’hostilité de ses parents qui considèrent les Maisons sociales comme dangereuses pour leur fille. Sa jeune sœur, désireuse de l’imiter se voit interdire tout contact avec Mercédès Le Fer de la Motte.
En 1909, les parents de Marie-Jeanne Bassot, une autre résidente, soutenus par ceux de Mathilde Girault, mènent une campagne accablante contre les Maisons sociales. Ils font enlever leur fille en 1908, en pleine rue, par des hommes de main et l'internent dans un hôpital psychiatrique en Suisse. À sa sortie, la jeune femme leur intente, en mars-avril 1909, un procès pour séquestration arbitraire. Le débat public est retentissant et jette le discrédit sur les Maisons sociales et, bien que le jugement soit favorable à Marie-Jeanne Bassot, l'association La Maison sociale est dissoute en octobre 1909 et les six maisons sociales en activité doivent fermer,.

### La Résidence sociale de Levallois-Perret
Marie-Jeanne Bassot lui demande alors de la rejoindre, en 1910, pour ouvrir une nouvelle Maison sociale à Levallois-Perret, une banlieue industrielle pauvre, et relancer l’activité des premières maisons sociales, notamment l'accueil des enfants et des mères ouvrières de la commune. Ensemble, elles louent un petit logement rue Trézel. Elles sont toutes deux coupées de leur famille et sans soutien financier, donc, le matin, elles travaillent et donnent des cours de langues ou de piano pour gagner leur vie. L'après-midi, elles visitent les familles du quartier, essayant de favoriser des relations de solidarité et d'entraide entre les habitants. Elles ouvrent une garderie d'enfants et un« cercle des bonnes voisines » pour les femmes. En 1914, elles déménagent pour s'installer rue Antonin Reynaud dans un pavillon assez grand pour abriter diverses activités : ouvroir de chômeuses, garderie d'enfants, cercles variés, bibliothèque,...
Toujours à court d'espace, la Résidence sociale s'agrandit après la Première Guerre mondiale. En 1920, elle acquiert l’ancienne propriété d’Antonin Raynaud, qui comprend plusieurs bâtiments et un hôtel particulier, seul rescapé aujourd’hui. Diverses activités y sont proposées : un dispensaire, une clinique dentaire, des bains-douches, des cours d'éducation physique, intellectuelle et artistique et une école de service social. Au début des années 1930, un aérium et un gymnase qui fait aussi office de salle de cinéma et de conférences  s'y ajoutent,. Ces développements sont rendus possibles grâce au mécénat et aux collectes de fonds de Marie-Jeanne Bassot.
Mathilde Girault se spécialise dans les soins et l’hygiène. Elle devient chef d’équipe de la section d’infirmières-visiteuses constituée à la Résidence sociale en 1916, puis infirmière-chef du dispensaire antituberculeux. L’objectif est de lutter contre la tuberculose et la mortalité infantile. Dès l’année suivante cette équipe, patronnée par le Docteur Louis Guinon, devient l’un des premiers dispensaires antituberculeux de France. Il est rattaché à l’Office public d’hygiène sociale du département de la Seine en 1919  et Mathilde Girault en reste l’infirmière chef jusqu’à retraite en 1943.
En 1920, elle adhère à l'Union Notre Dame, groupe spirituel constitué par Mercédès Le Fer de la Motte qui se rattache, en 1937, à l’Ordre de la Merci.
Elle crée en 1929 l’association Le Lien  pour apporter un appui fraternel et spirituel catholique, d'abord aux anciennes de l’École d’Action sociale de Levallois puis à toute travailleuse sociale catholique. Elle en est l’animatrice jusqu’en 1969.
La Résidence sociale se constitue en association en 1920, sous le nom de « Résidence sociale de Levallois-Perret ». Mathilde Girault en est la secrétaire générale adjointe auprès de Marie-Jeanne Bassot. Toutefois, au fil des années, leur coopération devient moins effective, des divergences apparaissent entre elles, notamment quant au respect de la laïcité. En effet, alors que la neutralité est de rigueur dans l'action de la Résidence sociale, Mathilde Girault qui est très religieuse, conçoit son action médico-sociale comme un apostolat et exerce une influence religieuse auprès des malades comme des stagiaires de l’École d’action sociale de la Résidence sociale. Lorsque Marie-Jeanne Bassot décède en 1934, elle ne lui succède pas à son poste de secrétaire générale de la Résidence sociale.

### La Seconde Guerre mondiale et après
Pendant la Seconde Guerre mondiale, elle est extrêmement active dans les institutions sociales. Elle devient la secrétaire du Comité de coordination des services sociaux publics et privés de Levallois-Perret, déléguée technique du Service social de la région parisienne, secteur de Levallois-Perret et déléguée à la Famille du prisonnier, aux Comités de protection infantile, de Placements d’enfants, des Postes d’accueil en prévision des bombardements. Elle est aussi administratrice du Bureau de bienfaisance de Levallois.
Elle poursuivit son activité sociale jusqu’en 1949, en tant que déléguée technique au Groupement d’action des services sociaux de la préfecture de la Seine. Ensuite, elle est encore assistante-conseil de l’Union des Industriels de Neuilly-Levallois. 
Elle reste active dans l'action sociale jusqu'en 1969, à 86 ans.
Elle décède le 16 mars 1974.

## Distinctions et hommages
- Médaille d'or de l'hygiène (1937)[2]
- Chevalier de la santé publique (1946)[2]
- Chevalier de la Légion d'honneur (1948)[1]

Par délibération municipale de Levallois-Perret, du 18 avril 1978, une section de la rue Antonin Raynaud a été rebaptisée rue Mathilde Girault. Un parc, une résidence pour personnes âgées et plus récemment une résidence ont reçu aussi son nom.